# Fallou Diagne
Serigne Fallou Diagne (Dakar, 14 agosto 1989) è un calciatore senegalese, difensore A.S.D.C. Almè.

## Carriera

### Club
Dopo aver collezionato 58 presenze in Ligue 2 con la maglia del Metz, nell'estate del 2012 viene acquistato dal Friburgo, squadra militante nella Bundesliga. Il 26 agosto 2014 fa ritorno in Francia, firmando un contratto triennale con il Rennes, militante in Ligue 1. Nell'estate del 2016, dopo due stagioni, lascia il Rennes per far ritorno in Bundesliga, al Werder Brema, che lo acquista per 1,5 milioni di euro.

### Nazionale
Tra il 2016 ed il 2018 ha giocato complessivamente 4 partite con la nazionale senegalese.

## Statistiche

### Presenze e reti nei club
| Stagione         | Squadra          | Campionato       | Campionato | Campionato | Coppe nazionali | Coppe nazionali | Coppe nazionali | Coppe continentali | Coppe continentali | Coppe continentali | Altre coppe | Altre coppe | Altre coppe | Totale | Totale |
| Stagione         | Squadra          | Comp             | Pres       | Reti       | Comp            | Pres            | Reti            | Comp               | Pres               | Reti               | Comp        | Pres        | Reti        | Pres   | Reti   |
| ---------------- | ---------------- | ---------------- | ---------- | ---------- | --------------- | --------------- | --------------- | ------------------ | ------------------ | ------------------ | ----------- | ----------- | ----------- | ------ | ------ |
| 2014-2015        | Rennes           | L1               | 15         | 0          | CF              | 2               | 0               | -                  | -                  | -                  | CL          | 1           | 0           | 18     | 0      |
| 2015-2016        | Rennes           | L1               | 22         | 5          | CF              | 1               | 0               | -                  | -                  | -                  | CL          | 1           | 1           | 24     | 6      |
| Totale Rennes    | Totale Rennes    | Totale Rennes    | 37         | 5          |                 | 3               | 0               |                    | -                  | -                  |             | 2           | 1           | 42     | 6      |
| 2016-gen.2017    | Werder Brema     | BL               | 2          | 0          | CG              | -               | -               | -                  | -                  | -                  | -           | -           | -           | 2      | 0      |
| 2016-gen.2017    | Werder Brema II  | 3L               | 3          | 0          | -               | -               | -               | -                  | -                  | -                  | -           | -           | -           | 3      | 0      |
| gen.-giu.2017    | Metz             | L1               | 12         | 0          | CF              | -               | -               | -                  | -                  | -                  | -           | -           | -           | 12     | 0      |
| 2017-2018        | Metz             | L1               | 29         | 1          | CF              | 1               | 0               | -                  | -                  | -                  | -           | -           | -           | 30     | 1      |
| Totale Metz      | Totale Metz      | Totale Metz      | 41         | 1          |                 | 1               | 0               |                    | -                  | -                  |             | -           | -           | 42     | 1      |
| 2018-2019        | Konyaspor        | SL               | 13         | 0          | CT              | 1               | 0               | -                  | -                  | -                  | -           | -           | -           | 14     | 0      |
| 2019-2020        | Konyaspor        | SL               | 4          | 0          | CT              | 1               | 0               | -                  | -                  | -                  | -           | -           | -           | 5      | 0      |
| Totale Konyaspor | Totale Konyaspor | Totale Konyaspor | 17         | 0          |                 | 2               | 0               |                    | -                  | -                  |             | -           | -           | 19     | 0      |
| 2021-2022        | Vllaznia         | KS               | 26         | 2          | CA              | 3               | 0               | -                  | -                  | -                  | SS          | 1           | 0           | 30     | 2      |
| 2022-2023        | Chennaiyin       | ISL              | 19         | 0          | SC              | 3               | 0               | -                  | -                  | -                  | DC          | 3           | 0           | 25     | 0      |
| ott.2023         | Diaraf           | L1               | 0          | 0          | CS              | 0               | 0               | -                  | -                  | -                  | -           | -           | -           | 0      | 0      |
| ott.2023-2024    | Dhangadhi        | NSL              | 2          | 0          | -               | -               | -               | -                  | -                  | -                  | -           | -           | -           | 2      | 0      |
| Totale carriera  | Totale carriera  | Totale carriera  | 147        | 8          |                 | 12              | 0               |                    | -                  | -                  |             | 6           | 1           | 165    | 9      |

### Cronologia presenze e reti in nazionale
| Cronologia completa delle presenze e delle reti in nazionale ― Senegal | Cronologia completa delle presenze e delle reti in nazionale ― Senegal | Cronologia completa delle presenze e delle reti in nazionale ― Senegal | Cronologia completa delle presenze e delle reti in nazionale ― Senegal | Cronologia completa delle presenze e delle reti in nazionale ― Senegal | Cronologia completa delle presenze e delle reti in nazionale ― Senegal | Cronologia completa delle presenze e delle reti in nazionale ― Senegal | Cronologia completa delle presenze e delle reti in nazionale ― Senegal |
| Data                                                                   | Città                                                                  | In casa                                                                | Risultato                                                              | Ospiti                                                                 | Competizione                                                           | Reti                                                                   | Note                                                                   |
| ---------------------------------------------------------------------- | ---------------------------------------------------------------------- | ---------------------------------------------------------------------- | ---------------------------------------------------------------------- | ---------------------------------------------------------------------- | ---------------------------------------------------------------------- | ---------------------------------------------------------------------- | ---------------------------------------------------------------------- |
| 28-5-2016                                                              | Kigali                                                                 | Ruanda                                                                 | 0 – 2                                                                  | Senegal                                                                | Amichevole                                                             | -                                                                      | 63’                                                                    |
| 3-9-2016                                                               | Dakar                                                                  | Senegal                                                                | 2 – 0                                                                  | Namibia                                                                | Qual. Coppa d'Africa 2019                                              | -                                                                      |                                                                        |
| 6-6-2017                                                               | Dakar                                                                  | Senegal                                                                | 0 – 0                                                                  | Uganda                                                                 | Amichevole                                                             | -                                                                      | 80’                                                                    |
| 23-3-2018                                                              | Kota Bharu                                                             | Senegal                                                                | 1 – 1                                                                  | Uzbekistan                                                             | Amichevole                                                             | -                                                                      |                                                                        |
| Totale                                                                 |                                                                        | Presenze                                                               | 4                                                                      |                                                                        | Reti                                                                   | 0                                                                      |                                                                        |